# Víckovice
Víckovice (německy Witzkowitz) jsou malá vesnice, část obce Třebětín v okrese Kutná Hora. Nachází se asi 3,5 kilometru severně od Třebětína. Vesnicí protéká Paběnický potok, který je levostranným přítokem řeky Klejnárky. Víckovice je také název katastrálního území o rozloze 5,98 km².

## Historie
První písemná zmínka o vesnici pochází z roku 1385.

## Fotogalerie

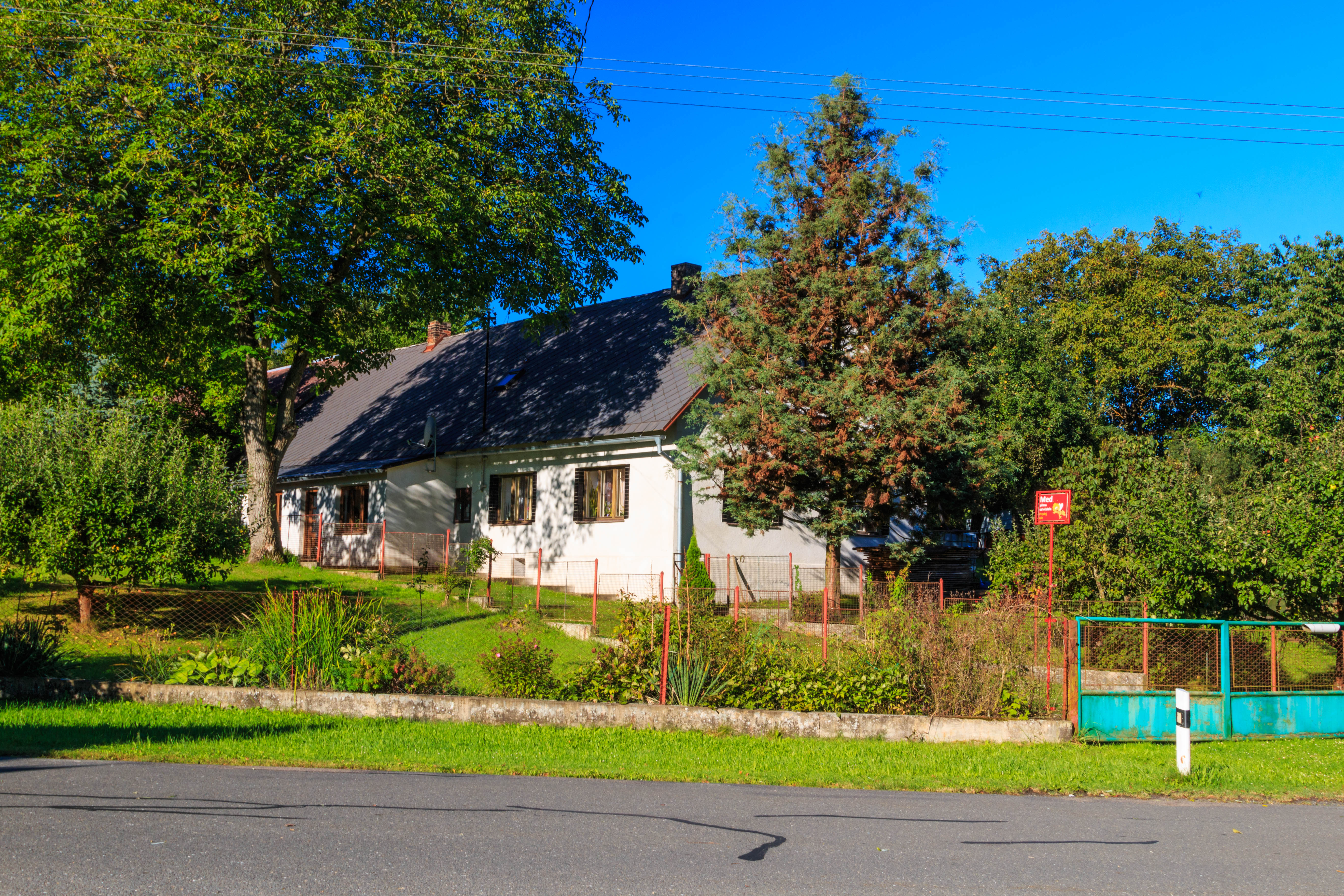
Dům čp. 1
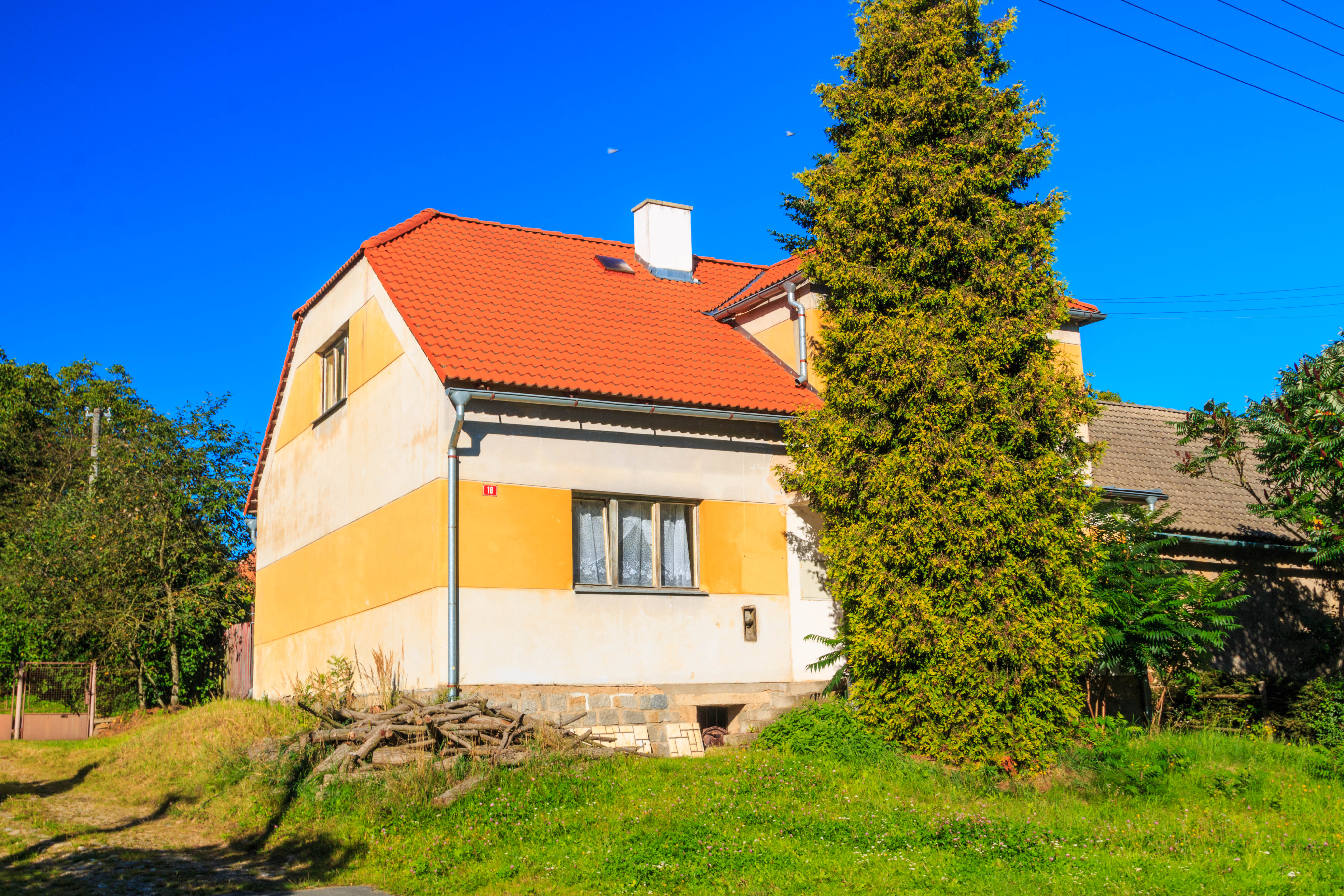
Dům čp. 18
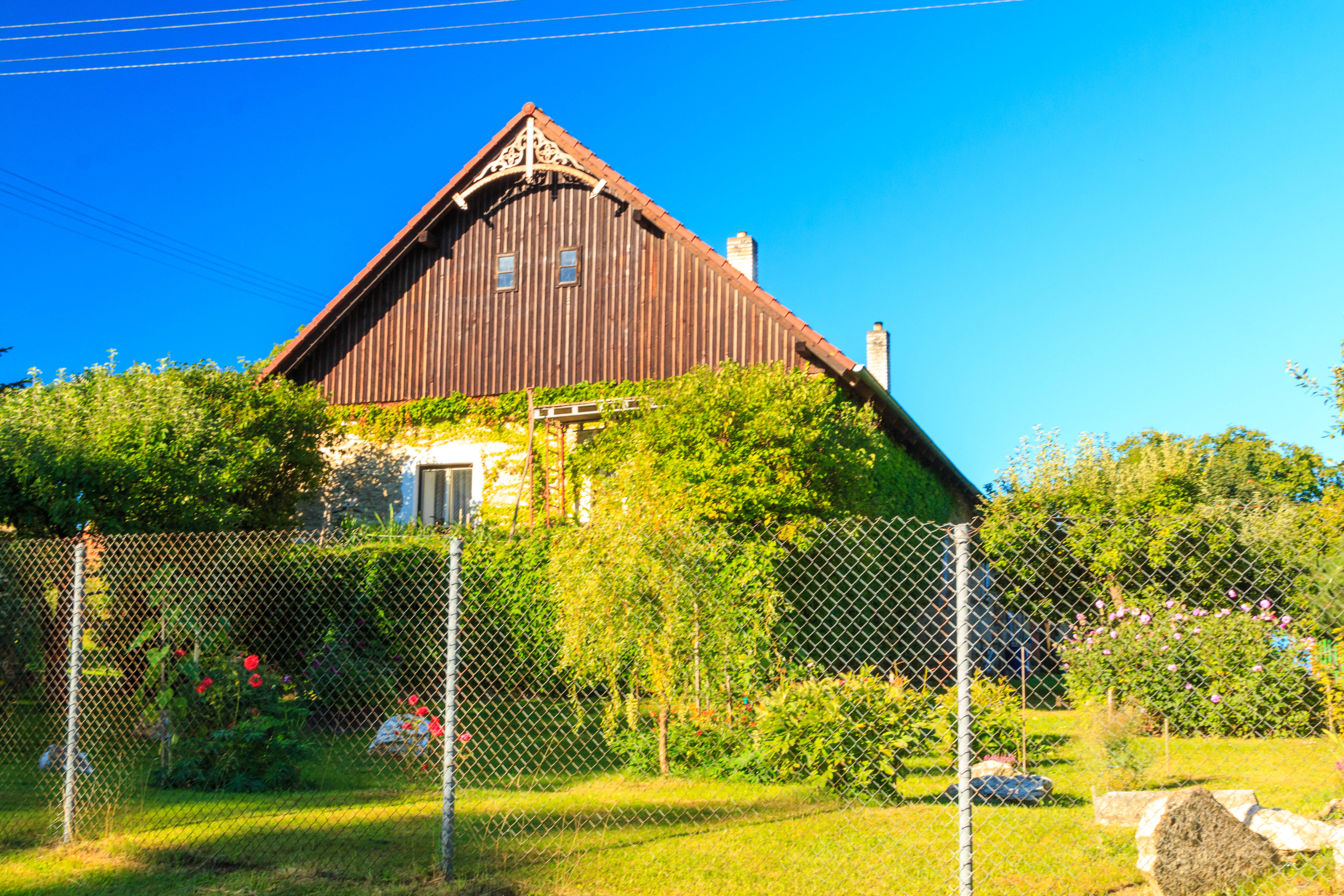
Dům čp. 7
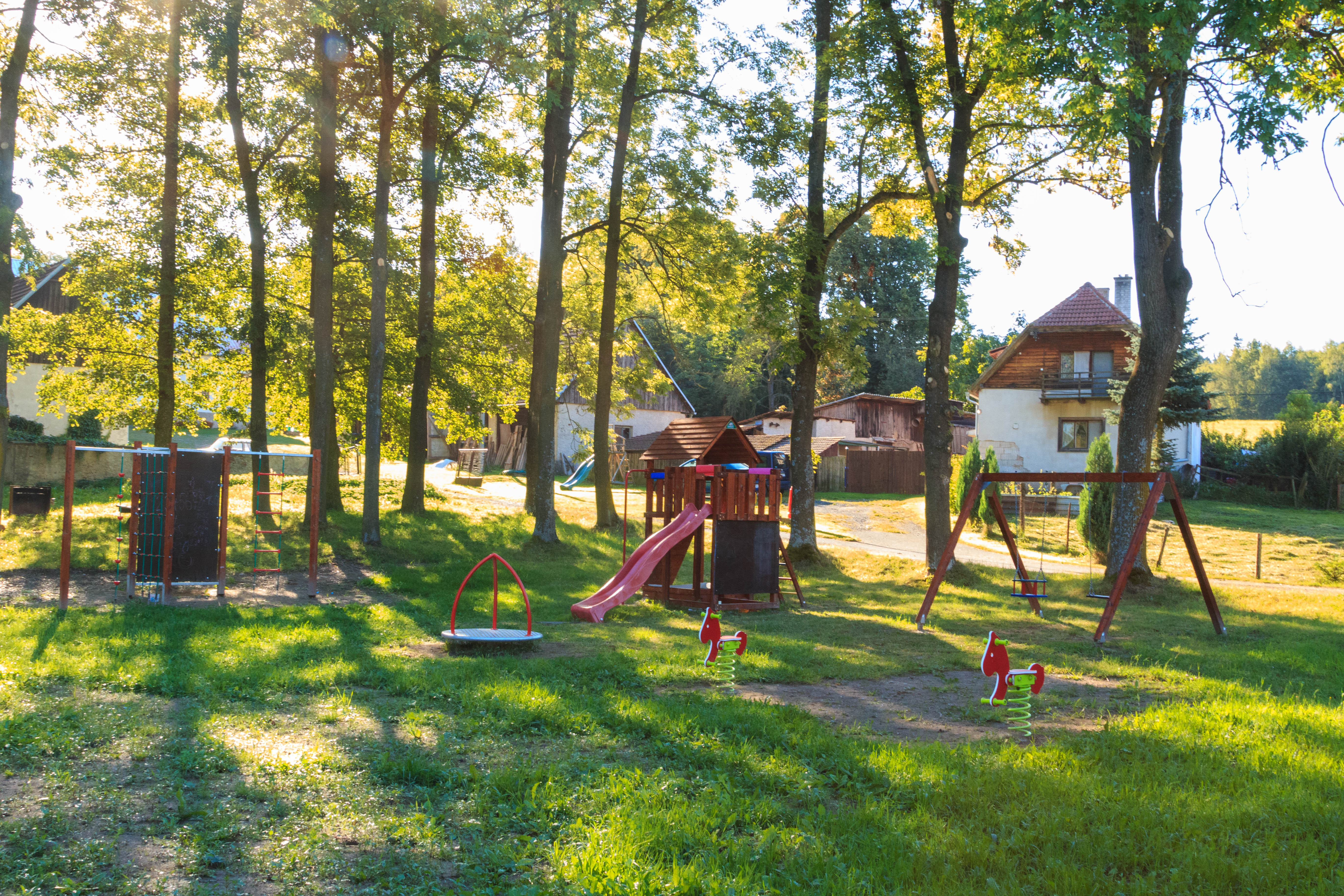
Dětské hřiště na návsi